# Stéphane Lefebvre
Pour les articles homonymes, voir Lefebvre.
Stéphane Lefebvre, né le 16 mars 1992 à Nœux-les-Mines (Pas-de-Calais), est un pilote de rallye français. En 2014, il est le premier pilote automobile à remporter le championnat d'Europe des rallyes Junior (ERC Junior) et le championnat du monde des rallyes junior (JWRC) lors de la même année. Lors de cette saison il décroche également le titre en WRC-3.

## Biographie

### Les débuts (2010-2012)
Stéphane Lefebvre fait ses débuts en 2010 avec le Trophée Twingo R2 où il se classe troisième avec une victoire. L'année suivante, il dispute sa première saison dans le Volant 207 et se classe sixième. Durant cette saison, il est copiloté pour la première fois par Thomas Dubois qui reste à ses côtés pendant plusieurs saisons.
En 2012, Stéphane Lefebvre continue dans cette formule de promotion au volant de la 207. Il remporte le Rallye du Touquet, monte plusieurs fois sur le podium, et termine vice-champion du Volant 207. Néanmoins, il glane le trophée Junior, ce qui lui permet d'obtenir un programme avec la Peugeot Rally Academy en championnat d'Europe des rallyes 2013 sur la 208 R2.

### Premiers pas au niveau européen (2013)
En 2013, il dispute ses premiers rallyes internationaux en 208 Rally Cup. Il finit cinquième du classement deux roues motrices de l'ERC et, comme l'année précédente, vice-champion en 208 Rally Cup. Il est alors considéré par les médias comme un des espoirs français du rallye,.

### Titres continental et mondial junior (2014)
En 2014, il prolonge son contrat au sein de la Peugeot Rally Academy aux côtés de Craig Breen et Kévin Abbring. En plus de ses engagements en 208 Rally Cup et ERC, il s'engage en WRC-3 et en JWRC et s'impose dès son premier rallye mondial, au Portugal, prenant ainsi la tête des deux championnats. En 208 Rally Cup, il réalise quelques piges, comme au Rallye du Touquet où il s'impose à nouveau. 
Un mois plus tard, il remporte sa première victoire en "Junior" et "2 roues motrices" de l'ERC avec le Rallye des Açores. Il obtient sa première victoire mondiale en remportant le Rallye du Portugal 2014 en JWRC et en WRC-3. En ERC, il s'impose de nouveau en "Junior" à l'occasion du Rallye d'Ypres. Il remporte ensuite le Rallye de Pologne dans les catégories WRC-3 et JWRC,, avec en prime l'annonce peu avant du soutien du nonuple champion du monde des rallyes français Sébastien Loeb et la firme de boissons énergisantes Red Bull.

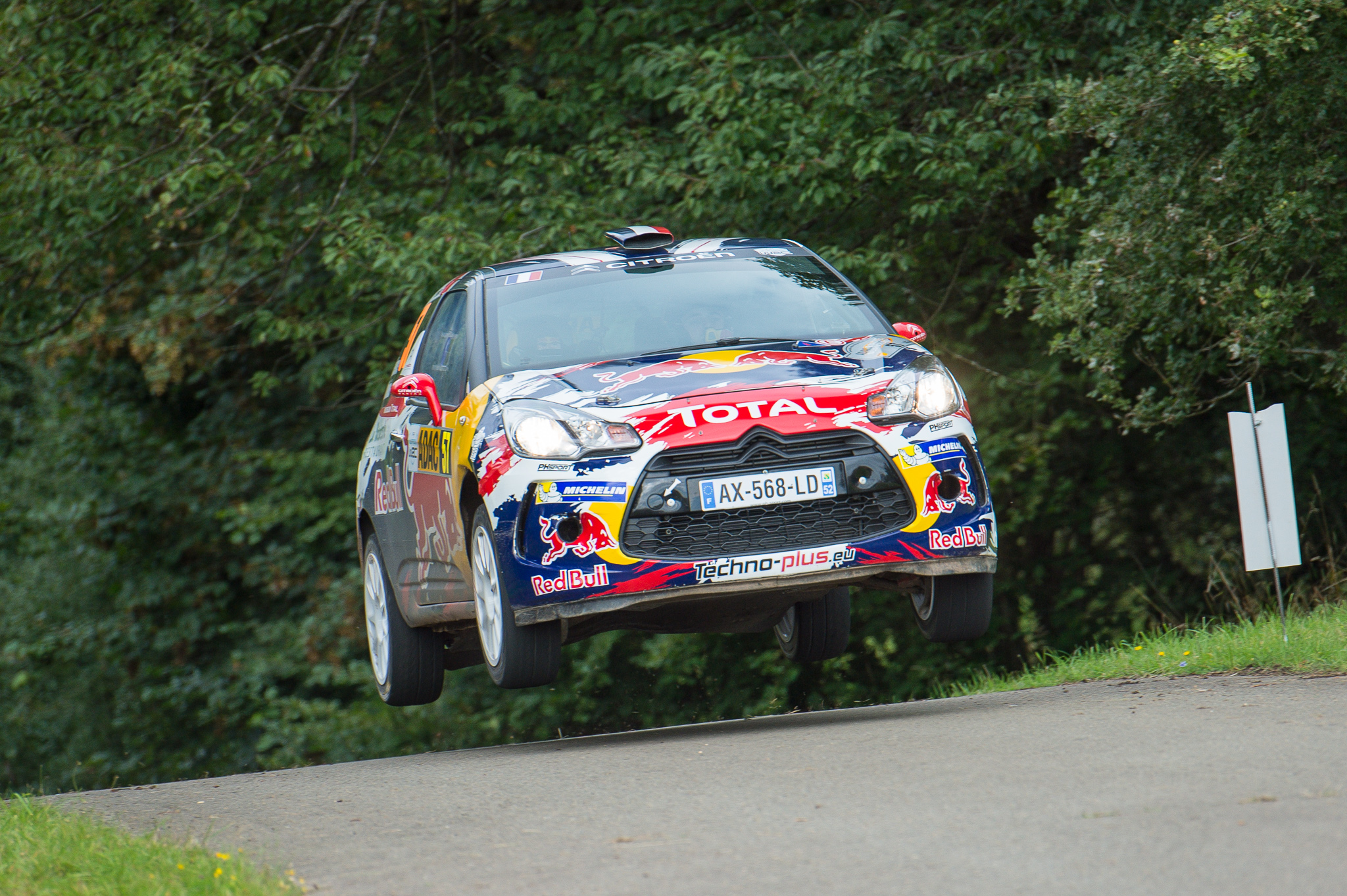
Stéphane Lefebvre au Rallye d'Allemagne 2014, sur une Citroën DS3 R3T aux couleurs de Red Bull.

Stéphane Lefebvre est coupé dans son élan au Rallye de Finlande, où il perd une grande partie de son avance au championnat après une sortie de piste durant le deuxième jour. Lefebvre se ressaisit et remporte le Rallye d'Allemagne, lui permettant de reprendre le large au championnat,.

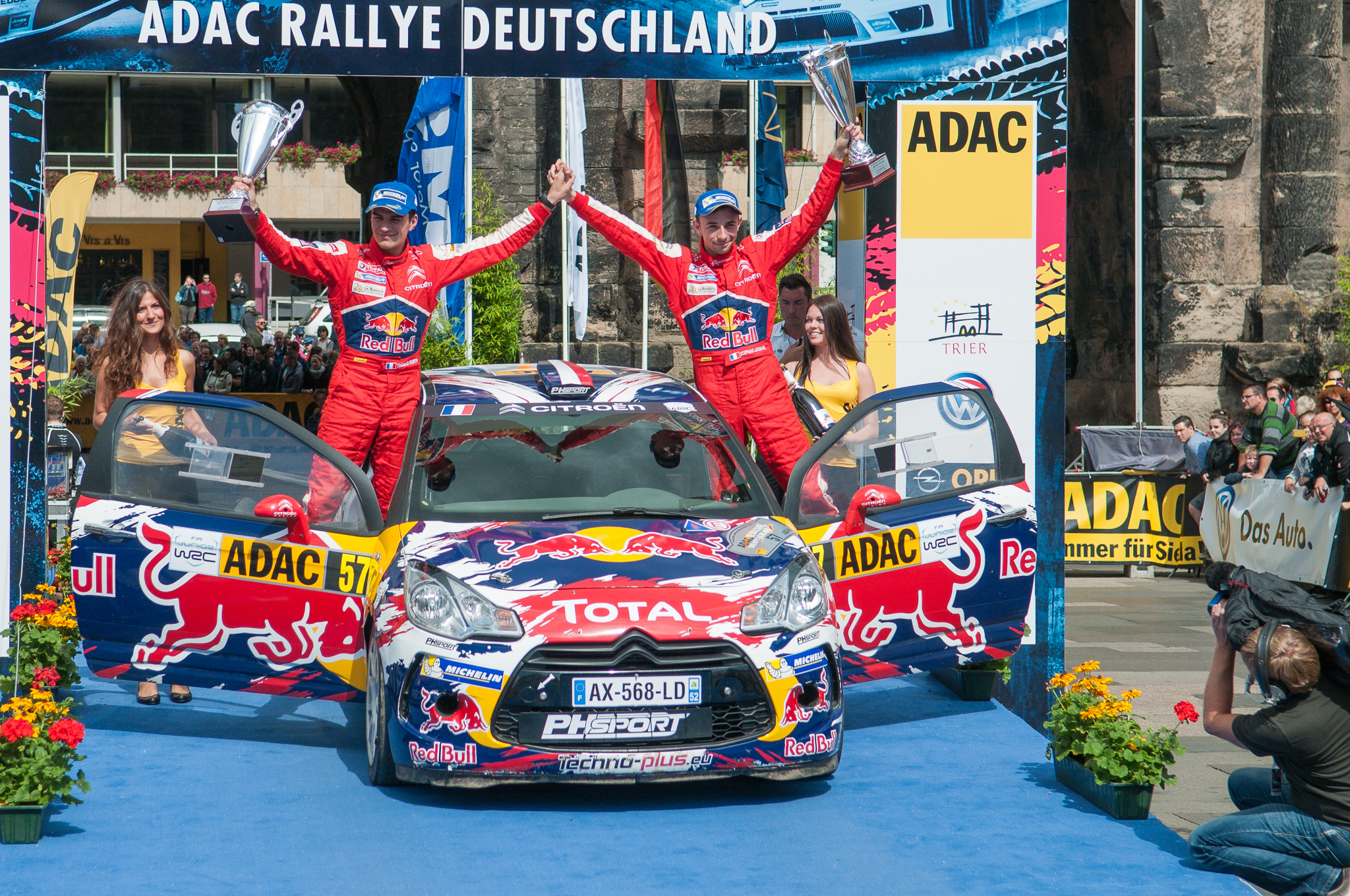
Lefebvre et Dubois célèbrent leur victoire au Rallye d'Allemagne.

Lors du Rallye de Tchéquie disputé dans le cadre du Championnat d'Europe des rallyes, Lefebvre réussit malgré des problèmes mécaniques à s'imposer et à reprendre les rênes du championnat. Peu avant le Rallye d'Alsace 2014, Lefebvre effectue plusieurs tests sur des World Rally Car (DS 3 WRC, et Toyota Yaris WRC),.
Lors du Rallye d'Alsace, Lefebvre connaît plusieurs problèmes mécaniques mais termine quatrième de sa catégorie. Surtout, profitant de l'abandon de son principal rival, Lefebvre est sacré champion du monde des rallyes junior, ce qui lui permet de décrocher un programme de six rallyes en WRC-2, l'antichambre du WRC,. Le titre mondial junior acquis, Stéphane Lefebvre participe au Tour de Corse pour le titre européen junior. Il termine deuxième du rallye dans la catégorie derrière son rival pour le titre, mais son avance au championnat lui permet d'assurer son deuxième titre de l'année et de réaliser le doublé européen-mondial junior, ce qui est une première dans l'histoire du rallye.

### Une première saison en WRC-2 (2015)

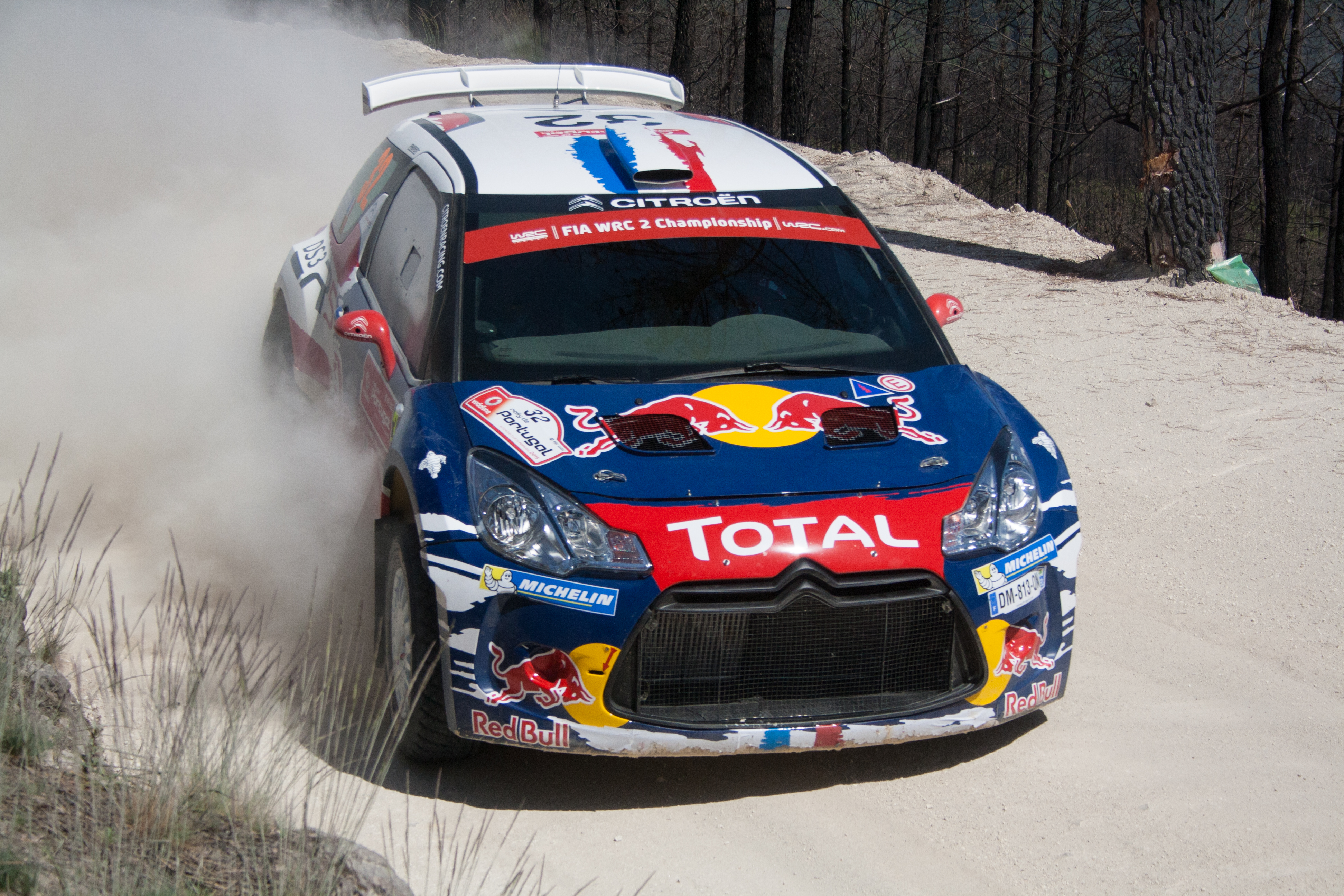
Stéphane Lefebvre durant le Rallye du Portugal 2015.

À la suite de son titre en JWRC l'année précédente, Stéphane Lefebvre est récompensé de six participations en WRC-2, mais Citroën Racing lui assure également quatre autres rallyes, dont deux au minimum sur une DS3 WRC en WRC. Thomas Dubois, son copilote depuis plusieurs saisons, prend sa retraite pour se concentrer sur sa vie privée et professionnelle.
Son premier rallye de l'année est le rallye Monte-Carlo 2015, où il est engagé en WRC-2 avec Stéphane Prévot comme copilote. Après une bataille avec Martin Koči, Lefebvre profite des problèmes mécaniques de son rival pour s'imposer dans sa catégorie et ainsi prendre la tête du championnat,. La suite de sa saison en WRC-2 est plus mitigée, la faute à quelques fautes de pilotage et à des problèmes mécaniques. Il achève sa campagne en WRC-2 au Rallye de Finlande où il termine troisième derrière les deux Škoda Fabia R5 officielles de Esapekka Lappi et Pontus Tidemand mais est finalement exclu à cause d'un boîtier électronique non-conforme. 

### 3 ans en WRC (2015-2017)
Stéphane Lefebvre fait donc ses débuts en WRC en 2015 à l'occasion du Rallye d'Allemagne. Au volant d'une Citroën DS3 WRC préparée par le team PH-Sport, il se fait remarquer en signant un deuxième temps en spéciale puis en terminant l’épreuve à la dixième place, inscrivant son premier point en WRC. Il participe par la suite aux reconnaissances du Rallye d'Australie et se voit contraint de remplacer au pied levé Mads Østberg dans l'équipe Citroën Racing, ce dernier ayant été victime d'un accident de la route quelques heures auparavant. Il achèvera le rallye en 14e position. Il poursuit son apprentissage au Tour de Corse où il termine onzième après avoir bataillé avec Ott Tänak pour le gain du dixième rang. La pénultième épreuve en Catalogne le voit terminer 50e après un problème mécanique, mais le rallye de Grande-Bretagne suivant lui réussit avec une huitième place finale.  

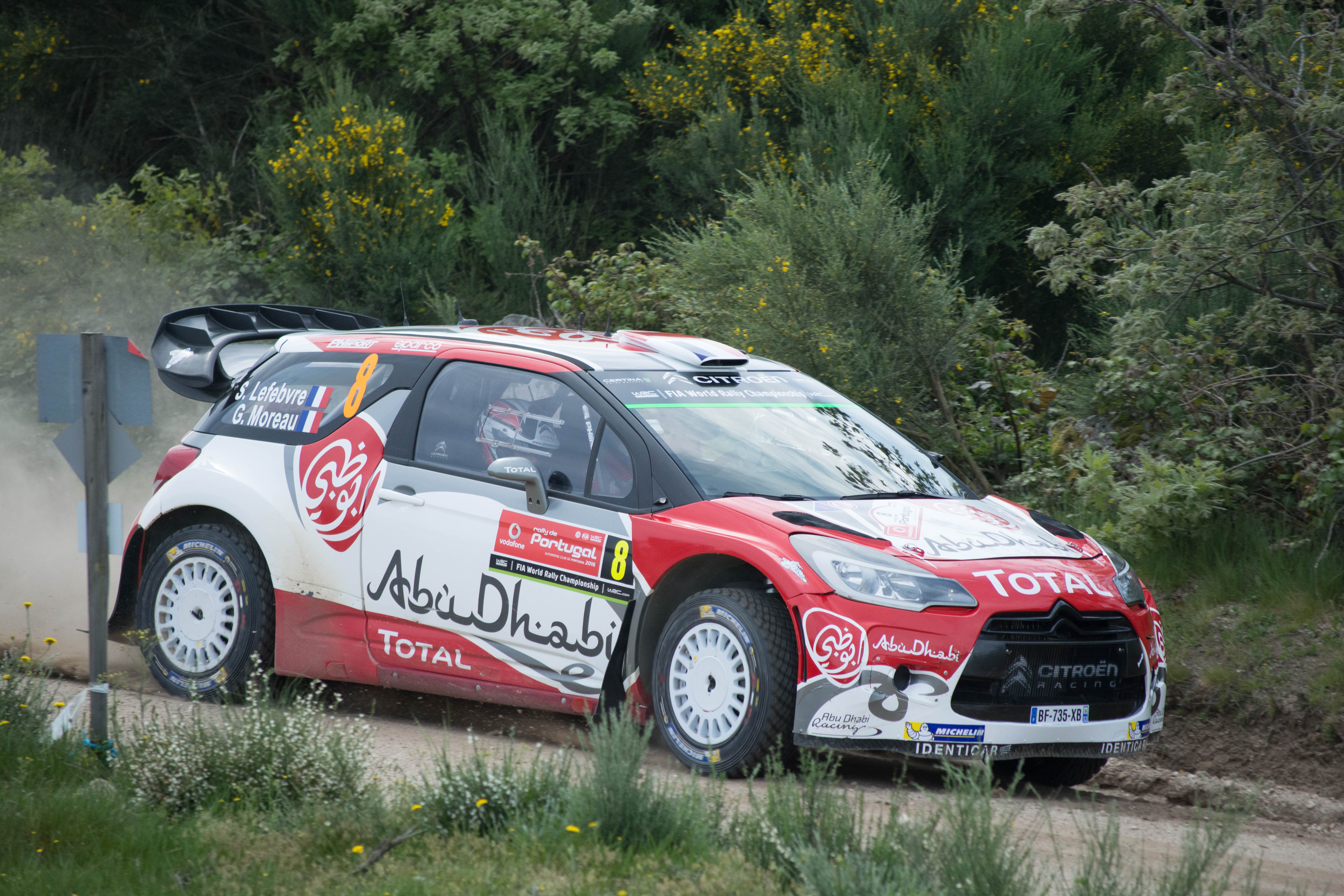
Lefebvre au rallye du Portugal 2016.

En 2016, Lefebvre intègre l'Abu Dhabi Total World Rally Team, structure mise en place par Citroën Racing, Abu Dhabi et PH Sport et dont le but est d'assurer l'intérim durant la saison 2016 avant un retour de la marque aux chevrons en 2017. Il fait équipe avec Kris Meeke, Craig Breen et Khalid Al-Qassimi. Il change aussi de copilote, Stéphane Prévot laissant sa place à son ami Gabin Moreau.  
Son programme débute au Monte Carlo où il décroche son meilleur résultat en mondial en terminant 5e. Il revient ensuite au Portugal où il occupe un moment la quatrième place avant de percuter une pierre et de chuter au 23e rang. Vient ensuite la Pologne, où il signe son premier temps scratch en WRC et où il occupe pendant une grande partie de l’épreuve la sixième position, mais il fait une touchette contre un arbre dans la première spéciale du dernier jour qui le relégue au 15e rang.
Au Rallye d'Allemagne, il se hisse dans un premier temps au cinquième rang avec sa DS3 WRC privée. Cependant, il sort violemment de la route dans la spéciale de Arena Panzerplatte, la DS 3 WRC terminant sa course contre un arbre après avoir déviée de sa trajectoire au passage d'une corde dans un virage très rapide. Lefebvre et Moreau sont blessés, le premier est touché aux côtes, au poumon, au thorax et au bassin, tandis que le deuxième est sévèrement blessé aux jambes.
Peu après le Tour de Corse non disputé pour cause de convalescence, le duo est officialisé par Citroën Racing pour les saisons 2017 et 2018 du WRC au volant de la nouvelle C3 WRC. Stéphane est de retour au rallye de Grande-Bretagne, mais sans Gabin car celui-ci doit encore se remettre de l'accident. Navigué pour l'occasion par Gilles de Turckheim, il se classe neuvième. 

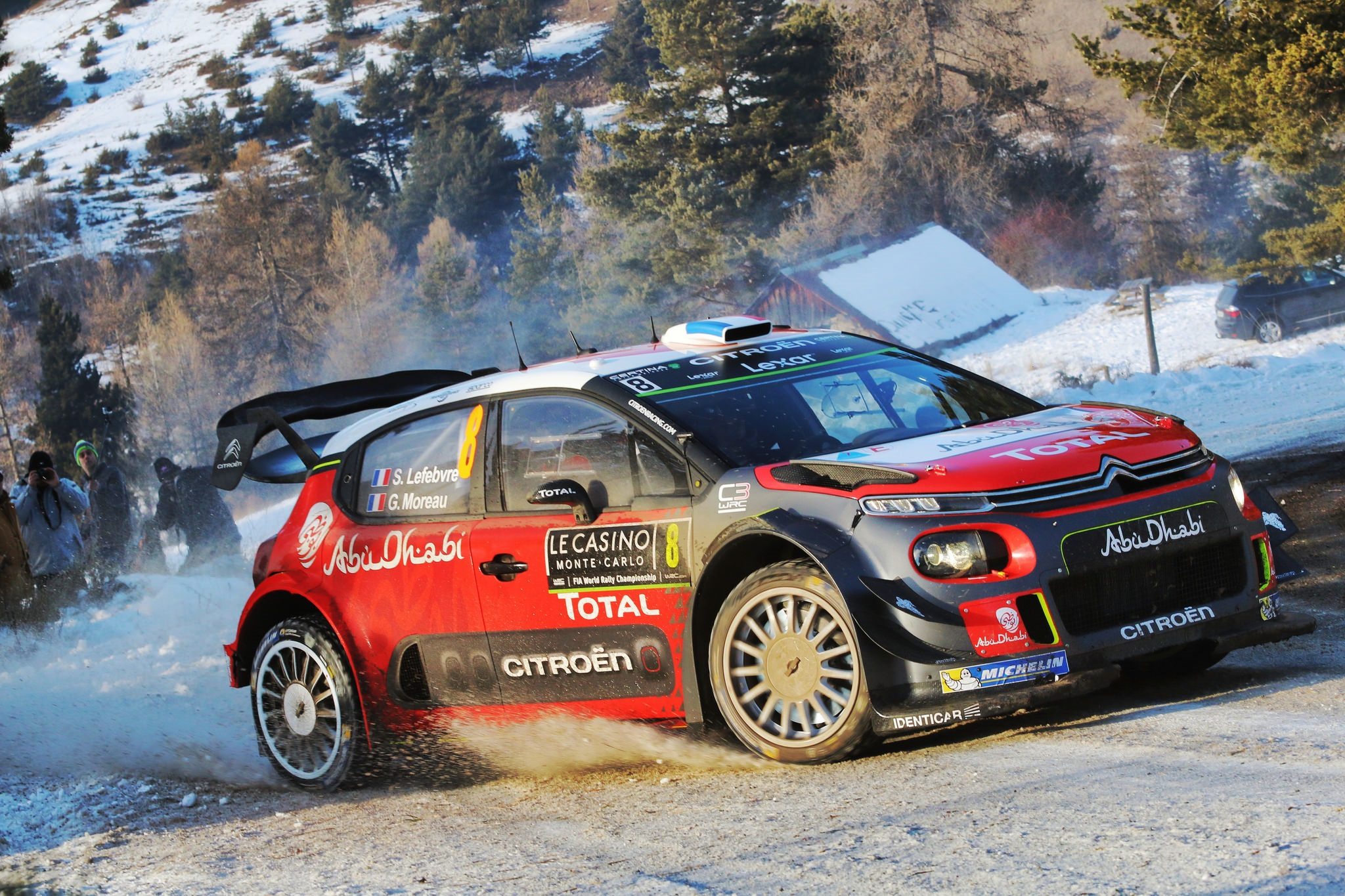
Lefebvre au Rallye Monte-Carlo 2017.

La saison 2017 démarre mal au Monte-Carlo, avec un passage par le Rally2 après une sortie, plusieurs problèmes mécaniques et quelques erreurs de pilotage. Lefebvre se distingue le dimanche en signant le premier meilleur temps de la C3 WRC et en remontant à la neuvième place au général. Il est contraint de reprendre une ancienne DS3 WRC pour le Rallye de Suède mais il ne part pas à la faute et termine huitième au milieu des nouvelles WRC. Au Mexique, il se fait piéger dans une portion sinueuse et se pose dans un fossé alors qu'il était 5e. Reparti en Rally2, il termine à la quinzième place. Les ennuis continuent en Corse et au Portugal avec des fautes de pilotage pénalisantes et aucun points glanés. Cela lui vaut d'être remplacé par Andreas Mikkelsen en Sardaigne. 
De retour au rallye de Pologne qu'il affectionne, Lefebvre distance ses équipiers dans des conditions délicates et achève sa course au cinquième rang, égalant par la même occasion son meilleur résultat déjà obtenu au Monte Carlo 2016. Il n’est pas aligné en Finlande, en Allemagne et en Grande-Bretagne, mais l’est entre-temps en Catalogne, où il profite des qualités de sa monture sur l'asphalte et des ennuis d'autres concurrents pour terminer sixième, malgré des problèmes d'intercom lors de la dernière journée. La dernière épreuve de la saison en Australie lui est difficile avec des avaries moteurs, des crevaisons et une casse de suspension qui le contraint à l'abandon. Il achève sa saison de 8 rallyes sur 13 au treizième rang du championnat.

### Retour en WRC-2 (2018)

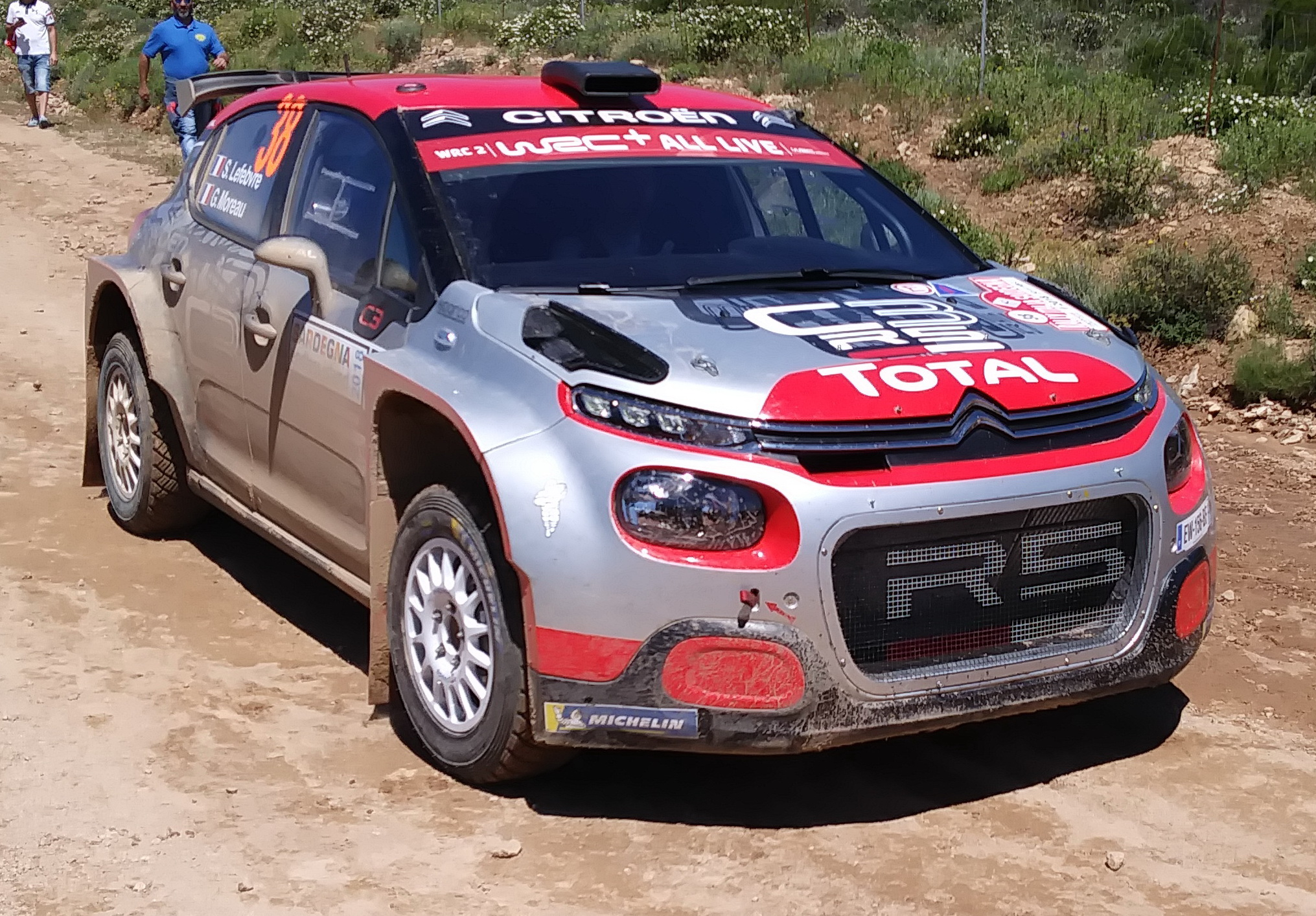
Stéphane Lefebvre au volant de la C3 R5 en Sardaigne.

Lefevbre n'est pas engagé en WRC pour la saison 2018, confronté à la comparaison avec ses équipiers et à la baisse de budget de Citroën qui se traduit par l'alignement de seulement deux C3 à temps plein. Restant néanmoins sous contrat pour l’année, il est aligné sur un programme de 7 manches en WRC-2 où il a pour mission, avec Yoann Bonato, de faire rouler la nouvelle C3 R5.  
Son programme débute au Tour de Corse, où des problèmes de freins l'affectent dès la première spéciale, il enchaîne ensuite 2 scratchs devant le meneur de la catégorie Jan Kopecký et se retrouve en lutte pour le podium, mais les problèmes de freins reviennent et l'empêchent d'éviter une sortie de route.
De retour au Portugal, le nordiste signe d'emblée un temps scratch et mène sa catégorie avant de connaître une crevaison. Profitant des problèmes du leader Gus Greensmith le lendemain, il repasse en tête mais est ensuite victime d'une crevaison lente, puis d'une casse de transmission et de problèmes de freins. Il termine finalement troisième de la catégorie. En Sardaigne, Stéphane signe 3 temps scratchs et achève la première journée en leader mais la mécanique l'affecte de nouveau le lendemain avec un problème de soudure entraînant une casse de suspension. Il repart le dimanche, signe un nouveau scratch et termine huitième du WRC-2. Les soucis continuent en Finlande, où un contact avec un talus dans la deuxième spéciale le contraint à passer par le Rally-2. En Allemagne, Son début de rallye est marquée par une crevaison, le reléguant au quinzième rang du WRC-2, à une minute de la tête de course de la catégorie. Au prix d'une grosse remontée, il parvient à s'emparer du commandement mais une casse de jante le fait de nouveau chuter au classement.  
En Grande-Bretagne, il ne signe aucun meilleur temps mais il achève sa course au cinquième rang. Son dernier rallye en Catalogne est une nouvelle fois difficile avec une quinzième place acquise après une casse du triangle de direction de sa C3 qui le relègue encore une fois en Rally-2, alors qu'il était parti sur un gros rythme lors des 2 premières spéciales. Il se classe ainsi 13e au championnat WRC-2. 
Parallèlement à son programme en WRC-2, le nordiste effectue quelques apparitions hors mondial, en remportant le Rallye du Touquet début mars, puis le Rallye du Condroz et le Rallye Terre du Vaucluse en novembre. 

### Engagements ponctuels (2019)
Pour la première fois depuis 2014, Stéphane Lefebvre ne dispose d'aucun contrat avec une équipe officielle, son contrat avec Citroën Racing n'ayant pas été renouvelé à l'issue de la saison 2018. 
Le natif de Nœux-les-Mines intègre la chaîne payante Canal+ pour commenter les épreuves du WRC. 
Il effectue cependant des apparitions ponctuelles au cours de l'année.  
La première a lieu au Rallye du Touquet, sur une C3 R5, où il ne peut faire mieux que quatrième. 
Une autre apparition a lieu en juillet, au Rallye Terre de Langres, où il retrouve son ancien copilote Thomas Dubois, et s'aligne avec une Citroën C4 WRC prêtée par le pilote ardéchois Jean-Marie Cuoq. D'abord leader lors des deux premières spéciales, il chute par la suite au classement en raison d'une crevaison. Alors en passe de revenir sur le podium, le nordiste rencontre un gros problème moteur sur la C4 WRC, lui faisant perdre plus de 15 minutes dans la dernière spéciale du premier jour. Il est finalement contraint de renoncer, les dégâts moteurs étant alors jugés trop importants pour poursuivre l'épreuve.  
Le pilote nordiste retrouve le mondial, à l'occasion du Rallye d'Allemagne au mois d'août, sur une Volkswagen Polo R5 du team belge BMA en WRC-2, et est de nouveau accompagné par Thomas Dubois. Dès les premières spéciales, le pilote français prend les commandes de la catégorie WRC-2, se battant même avec les Škoda Fabia R5 de Jan Kopecký et de Kalle Rovanperä, engagées en WRC-2 Pro. Achevant la première journée en tête des R5, et se battant pour la victoire en WRC-2 avec son compatriote Nicolas Ciamin, Stéphane Lefebvre se fait surprendre par un rail de graviers en arrivant à haute vitesse et sort de la route lors de la deuxième journée, ce qui le contraint à l'abandon. 
Troisième au Rallye du Béthunois en septembre, il s'aligne au mois de novembre dans le Rallye du Condroz-Huy, dont il est le vainqueur en titre, au volant d'une Ford Fiesta R5 Mk.II officielle de l'équipe M-Sport. Bien que découvrant sa nouvelle voiture, Lefebvre prend rapidement les commandes de l'épreuve et l'emporte une seconde fois consécutive dans l'épreuve belge.  
Il achève sa saison 2019 par une participation au RallyCircuit, organisé autour du circuit du Castellet, au volant d'une Porsche 991 GT3 Cup, qu'il mène au quatrième rang.

## Palmarès

### Titres
- Champion d'Europe des rallyes junior 2014
- Champion du monde des rallyes junior 2014
- Champion du monde WRC-3 2014
- Vainqueur de la Coupe de France des rallyes 2021
- Champion de Belgique des rallyes 2022

### Victoires

#### Victoires en WRC-2
| # | Saison | Rallye             | Copilote        | Voiture           | Équipe                    |
| - | ------ | ------------------ | --------------- | ----------------- | ------------------------- |
| 1 | 2015   | Rallye Monte-Carlo | Stéphane Prévot | Citroën DS3 R5    | PH Sport (en)             |
| 2 | 2022   | Rallye d'Ypres     | Andy Malfoy     | Citroën C3 Rally2 | DG Sport Compétition (it) |

#### Victoires en Championnat de France des Rallyes Terre
| # | Saison | Rallye                       | Pays   | Copilote     | Voiture        |
| - | ------ | ---------------------------- | ------ | ------------ | -------------- |
| 1 | 2016   | 21e Rallye Terre des Causses | France | Gabin Moreau | Citroën C4 WRC |
| 2 | 2018   | 28e Rallye Terre de Vaucluse | France | Gabin Moreau | Citroën C4 WRC |

#### Victoires en Championnat de France des Rallyes Asphalte
| # | Saison | Rallye                              | Pays   | Copilote     | Voiture                     |
| - | ------ | ----------------------------------- | ------ | ------------ | --------------------------- |
| 1 | 2018   | 58e Rallye du Touquet-Pas-de-Calais | France | Gabin Moreau | Citroën DS3 WRC             |
| 2 | 2025   | 65e Rallye du Touquet-Pas-de-Calais | France | Andy Malfoy  | Toyota GR Yaris Rally2 (en) |

#### Victoires en Championnat de Belgique des Rallyes
| #  | Saison | Rallye                         | Copilote       | Voiture                   |
| -- | ------ | ------------------------------ | -------------- | ------------------------- |
| 1  | 2018   | 45e Rallye du Condroz-Huy      | Xavier portier | Citroën C3 R5 (en)        |
| 2  | 2019   | 46e Rallye du Condroz-Huy      | Thomas Dubois  | Ford Fiesta R5 Mk.II      |
| 3  | 2021   | 47e Rallye du Condroz-Huy      | Renaud Jamoul  | Citroën C3 Rally2 (en)    |
| 4  | 2022   | 24e Rally van Haspengouw (nl)  | Xavier Portier | Citroën C3 Rally2         |
| 5  | 2022   | 2e South Belgian Rally         | Xavier Portier | Citroën C3 Rally2         |
| 6  | 2022   | 39e Rallye de Wallonie         | Xavier Portier | Citroën C3 Rally2         |
| 7  | 2022   | 58e Rallye d'Ypres             | Andy Malfoy    | Citroën C3 Rally2         |
| 8  | 2022   | 62e Omloop van Vlaanderen (nl) | Andy Malfoy    | Citroën C3 Rally2         |
| 9  | 2022   | 16e East Belgian Rally (nl)    | Xavier Portier | Citroën C3 Rally2         |
| 10 | 2022   | 7e Spa Rally (nl)              | Xavier Portier | Citroën C3 Rally2         |
| 11 | 2024   | 60e Rallye d'Ypres             | Xavier Portier | Hyundai i20 N Rally2 (en) |

### Palmarès détaillé
- 2010 : 3e du Trophée Twingo R2, 1 victoire.

- 2011 :
  - 6e du Volant 207
  - 1er de la classe 6 au Rallye Monte-Carlo en IRC

- 2012 :
  - Vice-champion du Volant 207, 1 victoire.
  - Champion du Trophée Junior au Volant 207.

- 2013 :
  - Intégration à la Peugeot Rally Academy.
  - Vice-champion de la 208 Rally Cup, 1 victoire.
  - 5e du Championnat d'Europe des rallyes (ERC) "2 roues motrices".

- 2014 :
  - 1 victoire et un podium en 208 Rally Cup. (Programme non-complet en 208 Rally Cup, quelques piges)
  - WRC-3, Champion (3 victoires)
  - JWRC, Champion (3 victoires)
  - ERC 2RM, Vice-champion (1 victoire)
  - ERC Junior, Champion (3 victoires)
  - ERC, 71e, un point.

- 2015 :
  - WRC-2, une victoire.

## Résultats en championnat du monde des rallyes

### Résultats détaillés en championnat du monde des rallyes WRC
| 2013 | MON | SWE  | MEX  | POR  | ARG | GRE | ITA  | FIN | GER  | AUS | FRA  | ESP  | GBR  |     | 0  | -   |  |  |
| 2013 | -   | -    | -    | -    | -   | -   | -    | -   | -    | -   | Abd. | -    | -    |     | 0  | -   |  |  |
|      |     |      |      |      |     |     |      |     |      |     |      |      |      |     |    |     |  |  |
| 2014 | MON | SWE  | MEX  | POR  | ARG | ITA | POL  | FIN | GER  | AUS | FRA  | ESP  | GBR  |     | 0  | -   |  |  |
| 2014 | -   | -    | -    | 26e  | -   | -   | 19e  | 45e | 19e  | -   | Ex.  | Abd. | 35e  |     | 0  | -   |  |  |
|      |     |      |      |      |     |     |      |     |      |     |      |      |      |     |    |     |  |  |
| 2015 | MON | SWE  | MEX  | ARG  | POR | ITA | POL  | FIN | GER  | AUS | FRA  | ESP  | GBR  |     | 5  | 19e |  |  |
| 2015 | 12e | Abd. | Abd. | Abd. | 15e | 26e | Abd. | Ex. | 10e  | 13e | 11e  | 50e  | 8e   |     | 5  | 19e |  |  |
|      |     |      |      |      |     |     |      |     |      |     |      |      |      |     |    |     |  |  |
| 2016 | MON | SWE  | MEX  | ARG  | POR | ITA | POL  | FIN | GER  | CHN | FRA  | ESP  | GBR  | AUS | 14 | 13e |  |  |
| 2016 | 5e  | -    | -    | -    | 35e | -   | 9e   | -   | Abd. | An. | -    | -    | 9e   | -   | 14 | 13e |  |  |
|      |     |      |      |      |     |     |      |     |      |     |      |      |      |     |    |     |  |  |
| 2017 | MON | SWE  | MEX  | FRA  | ARG | POR | ITA  | POL | FIN  | GER | ESP  | GBR  | AUS  |     | 30 | 13e |  |  |
| 2017 | 9e  | 8e   | 15e  | 50e  | -   | 13e | -    | 5e  | -    | -   | 6e   | -    | Abd. |     | 30 | 13e |  |  |
|      |     |      |      |      |     |     |      |     |      |     |      |      |      |     |    |     |  |  |
| 2018 | MON | SWE  | MEX  | FRA  | ARG | POR | ITA  | FIN | GER  | TUR | GBR  | ESP  | AUS  |     | 1  | 29e |  |  |
| 2018 | -   | -    | -    | Abd. | -   | 10e | 24e  | 44e | 16e  | -   | 13e  | 32e  | -    |     | 1  | 29e |  |  |